# Filippo Sceberras
Sir Filippo Sceberras (Pietà, 18 settembre 1850 – Floriana, 28 agosto 1928) è stato un medico, patriota e politico maltese, Presidente dell'Assemblea nazionale maltese tra il 1919 e il 1921, precursore del Parlamento di Malta.

## Biografia
Nacque a Pietà, nella Colonia britannica di Malta, il 18 settembre 1850 da Goffredo Sceberras e Anna Vella, entrambi residenti a Floriana; il nonno paterno, Camillo Sceberras, fu un patriota e sostenitore dell'occupazione francese. Studiò presso l'Università di Malta, laureandosi in medicina nel 1874, e si recò poi a Napoli e Parigi per perfezionare i suoi studi. Nel 1881 sposò Teresa Testaferrata Abela presso la chiesa collegiata di San Paolo naufrago.
Tornato in patria, praticò la professione medica in proprio, guadagnandosi la stima dei colleghi e dei pazienti, a cui forniva cure gratuitamente in caso di bisogno. Nel 1887 fu membro della commissione istituita dal governatore di Malta per il contrasto all'epidemia di colera e nel corso dell'anno successivo fu nominato nel consiglio di governo e presso l'ufficio della sanità, dove lavorò insieme a Fortunato Mizzi e fu sostenitore del Partito Anti-Riformista, fondato da Mizzi e basato sull'irredentismo italiano.
Nel 1901 fu eletto presidente del Comitato nazionale e guidò una massiccia protesta alla Porte des Bombes di Floriana il 7 aprile 1901, contestando l'imposizione di nuove tasse ai maltesi e la sostituzione dell'italiano con l'inglese. Nel 1919 fu eletto Presidente dell'Assemblea nazionale su proposta di Enrico Mizzi, figlio di Fortunato (morto nel 1905), e sotto la sua presidenza fu votata una risoluzione per richiedere la promulgazione di una nuova costituzione che garantisse un maggior autogoverno alla colonia maltese. Sceberras contribuì attivamente alla stesura di una proposta costituzionale e si occupò di inviarla, tradotta in tre lingue, al governatore Herbert Plumer. Aiutò finanziariamente le famiglie delle vittime del Sette giugno e fu nominato presidente onorario del Comitato Nazionale pro Maltesi Morti e Feriti il 7 e 8 Giugno.
Il 16 gennaio 1920 ottenne una laurea honoris causa in giurisprudenza dall'Università di Malta e dopo lo scioglimento dell'Assemblea nazionale, fu fatto cavaliere dal principe di Galles Edoardo in occasione dell'inaugurazione della prima legislatura del Parlamento di Malta, come riconoscimento per i suoi servizi alla patria.
Ritiratosi dalla vita politica e malato, continuò comunque a ricevere diversi titoli onorifici. Dopo la morte della moglie Teresa nel maggio 1928 cadde in una profonda depressione e morì d'infarto il 28 agosto 1928 nella sua casa di Floriana. Il suo funerale si tenne il 30 agosto, giorno in cui fu inoltre commemorato da Enrico Mizzi e Paul Boffa all'Assemblea legislativa del Parlamento, e fu sepolto presso il cimitero di Santa Maria Addolorata a Paola.
Subito dopo la sua morte fu proposto di erigere un monumento in suo onore, realizzato nel 1967 e inaugurato dal Primo ministro George Borġ Olivier nei giardini del Maglio.